# Чемпионат Черногории по футболу 2021/2022
Первая лига Черногории 2021/2022 годов — 16-й розыгрыш высшей футбольной лиги Черногории. Сезон стартовал 24 июля 2021 года и завершился 24 мая 2022 года

## Клубы-участники
Участие в чемпионате принимают 10 команд. Два клуба-участника представляют Подгорицу, одним клубом представлены Никшич, Петровац-на-Мору, Бар, Плевля, Даниловград, Тузи, Плав, Голубовцы.

### Изменение
По итогам прошлого сезона во Вторую лигу выбыл:
- «Титоград», занявший 10-е место.

По итогам Второй лиги 2020/21 в первую лигу вышел:
- «Морнар», занявший 1-е место.

### Стадионы
В данном разделе представлена информация о географии участников турнира с указанием для каждого стадиона его вместимости, изображения, места на карте Черногории.
| Будучност (Подгорица) | Дечич (Тузи) | Езеро (Плав)       | Зета (Голубовцы)               |
| --- | --- | ------------------ | ------------------------------ |
| Под Горицом | Тушко Поле | Под Рацином        | Трешница                       |
| Вместимость: 15 230 | Вместимость: 2 000 | Вместимость: 2 500 | Вместимость: 3 000             |
| | |                    |                                |
| Будучност Подгорица Дечич Езеро Зета Искра Морнар Петровац Рудар СутьескаГеография участников чемпионата Черногории по футболу сезона 2021/2022 | Будучност Подгорица Дечич Езеро Зета Искра Морнар Петровац Рудар СутьескаГеография участников чемпионата Черногории по футболу сезона 2021/2022 | Подгорица          | Искра (Даниловград)            |
| Будучност Подгорица Дечич Езеро Зета Искра Морнар Петровац Рудар СутьескаГеография участников чемпионата Черногории по футболу сезона 2021/2022 | Будучност Подгорица Дечич Езеро Зета Искра Морнар Петровац Рудар СутьескаГеография участников чемпионата Черногории по футболу сезона 2021/2022 | DG Арена           | Стадион имени Брачи Велашевича |
| Будучност Подгорица Дечич Езеро Зета Искра Морнар Петровац Рудар СутьескаГеография участников чемпионата Черногории по футболу сезона 2021/2022 | Будучност Подгорица Дечич Езеро Зета Искра Морнар Петровац Рудар СутьескаГеография участников чемпионата Черногории по футболу сезона 2021/2022 | Вместимость: 4 300 | Вместимость: 2 500             |
| Будучност Подгорица Дечич Езеро Зета Искра Морнар Петровац Рудар СутьескаГеография участников чемпионата Черногории по футболу сезона 2021/2022 | Будучност Подгорица Дечич Езеро Зета Искра Морнар Петровац Рудар СутьескаГеография участников чемпионата Черногории по футболу сезона 2021/2022 |                    |                                |
| Морнар (Бар) | Петровац | Рудар (Плевля)     | Сутьеска (Никшич)              |
| Тополице | Под Малым бродом | Градски            | Край Никшич                    |
| Вместимость: 2 500 | Вместимость: 530 | Вместимость: 5 130 | Вместимость: 5 213             |
| | |                    |                                |

## Турнирная таблица
| Поз | Команда         | И  | В  | Н  | П  | МЗ | МП | РМ  | О  | Квалификация или выбывание                  |
| --- | --------------- | -- | -- | -- | -- | -- | -- | --- | -- | ------------------------------------------- |
| 1   | Сутьеска (Ч, К) | 36 | 22 | 9  | 5  | 64 | 29 | +35 | 75 | 1-й квалификационный раунд Лиги чемпионов   |
| 2   | Будучност (К)   | 36 | 20 | 7  | 9  | 78 | 45 | +33 | 67 | 1-й квалификационный раунд Лиги конференций |
| 3   | Дечич (К)       | 36 | 15 | 11 | 10 | 54 | 44 | +10 | 56 | 1-й квалификационный раунд Лиги конференций |
| 4   | Искра (К)       | 36 | 15 | 6  | 15 | 48 | 45 | +3  | 51 | 1-й квалификационный раунд Лиги конференций |
| 5   | Морнар          | 36 | 13 | 11 | 12 | 35 | 39 | −4  | 50 |                                             |
| 6   | Езеро           | 36 | 14 | 6  | 16 | 42 | 46 | −4  | 48 |                                             |
| 7   | Петровац        | 36 | 10 | 13 | 13 | 47 | 60 | −13 | 43 |                                             |
| 8   | Рудар (К)       | 36 | 9  | 9  | 18 | 35 | 56 | −21 | 36 | Стыковые матчи на выбывание                 |
| 9   | Подгорица (К)   | 36 | 8  | 10 | 18 | 38 | 61 | −23 | 34 | Стыковые матчи на выбывание                 |
| 10  | Зета (В)        | 36 | 8  | 10 | 18 | 36 | 52 | −16 | 34 | Выбывание во Вторую лигу 2022/2023          |

Пункт 17.3. В случае равенства очков у двух и более команд места команд в таблице Чемпионата определяются:
− по результатам игр между собой (число очков, количество побед, разность забитых и пропущенных мячей, число забитых мячей);
− по наибольшему числу побед во всех матчах;
− по лучшей разности забитых и пропущенных мячей во всех матчах;
− по наибольшему числу забитых мячей во всех матчах;
Пункт 17.4. При абсолютном равенстве всех указанных показателей места команд в итоговой турнирной таблице определяются в дополнительном матче (турнире) между этими командами.

1. 1 2  «Подгорица» находится выше «Зеты» по результатам очных встреч: «Подгорица» 7 очков, «Зета» 4 очка.